# Џати
Џати је био највиши званичник који је служио фараону током Старог, Средњег и Новог Краљевства. Проповеди Рехмира – текст новог краљевства, дефинише многа задужења џатија и износи њихова правила понашања. Џатије је углавном именовао сам фараон. Током четврте и ране пете династије, џатији су искључиво потицали из краљевске породице, а од периода владавине Нефериркаре Какаи, бирани су према верности и таленту, а неку су положај наслеђивали и од својих очева. Џати је опште прихваћен превод старо египатског „tjati/tjaty“ међу египтолозима. У литератури се џатији најчешће преводе као везири.

## Дужности џатија
Џатије су постављали фараони и они су тиме постајали део фараонове породице. Њихова главна дужност  била је да надгледа управљање земљом и његов посао тада, се у суштини може упоредити са послом премијера неке државе данас. Џатији су управљали и имали одговорност за велики број послова у држави. Џати је био члан Вишег суда, а судство је било део цивилне управе. У било које време, фараон је могао да има контролу над било којим аспектом власти и имао је већу моћ од џатија, али он је био први човек иза фараона. Испод џата, били су сви остали надзорници и чиновници – писари и порезници. Обавезе џатија биле су и да надгледају  фараоново обезбеђење и контролишу уласке и изласке приватних лица или посетилаца у и из палате. Џати је био задужен и за трговину. Од пете династије, везири, који су до тада били највиши цивилни бирократски званичници, имали су врховну одговорност за управу палате и владе, укључујући јурисдикцију, писаре, државне архиве, поља жита, ризнице, складиштење вишка производа и њихову прерасподелу, као и надзор над грађевинским пројектима попут краљевске пирамиде. Од Новог краљевства, почиње да се практикује постојање два џатија, један за Горњи Египат, а један за Доњи Египат.
У надлежности џатија био је и судски поступак, који је истовремено и управни орган власти. Џати је председавао судксом телу које је увек колегијално. Два најважнија органа су Веће десеторице и Палата шесторице. Сам судски поступак је подељен на два дела. Први део поступка је био јаван и у њему су џати заједно са осталим судијама, саслушавали странке и изводили доказе. Докази су били ирационални и рационални. Читав поступак се бележио у записнику и онда се чувао у архиви. Други део поступка је био тајан. У њему се доносила пресуда. Фараон је ту проглашавао пресуду које је донело судско веће. Није постојала апелација, али је постојало помиловање за осуђенике на смрт.

## Рехмерове проповеди
Захваљујући Рехмировим Проповедима, сазнајемо критеријуме о правилима понашања које је један везир морао да испуњава:
- Морао је да поштује закон као и сваки други грађанин
- Морао је да буде праведан
- Није смео да делује тврдоглаво и самовољно